# Marcos Madanes
Marcos Madanes fue un director de teatro y de cine argentino.

## Teatro
Realizó pocas puestas en escenas en Argentina antes de radicarse en el Reino Unido a fines de la década de 1960, pero se las consideró de excepcional jerarquía. Entre las obras dirigidas se recuerdan Risas y lamentos de Irlanda, protagonizada por Milagros de la Vega y compuesto por La sombra del valle, Jinetes hacia el mar y Cuento para la hora de acostarse, una adaptación propia de El señor presidente de Miguel Ángel Asturias, De las edades del hombre, de Thornton Wilder de 1966, Persecución y asesinato de P. Marat de Peter Weiss en el Teatro del Globo de 1967 y Un mes en el campo de Ivan Turgueniev en 1965 en el Auditorio Kraft.

## Cine
Se inició con tres cortometrajes, El experimento de Varinsky (1963) sobre un texto de Santiago Dabove, La red (1962), con libro de Silvina Ocampo, y El venado de las siete rosas (1963), sobre un cuento de Asturias, que luego reunió en el largometraje Tres historias fantásticas (1964).

## Filmografía
Director
- Radiografías (1970)
- El señor Presidente (1969)
- Soluna (1969)
- La cosecha (1970)
- Esperando un hermanito (cortometraje) (1965)
- Tres historias fantásticas (1964)

Guionista
- Radiografías (1970)
- El señor Presidente (1969)
- Soluna (1967)
- Tres historias fantásticas (1964)

## Premios porLa cosecha
En el Festival Internacional de Cine de Locarno (Suiza) de 1967, recibió un diploma al mérito, en el Festival Internacional de Cine de Sídney (Australia) de 1967, un diploma de honor y en el Festival Internacional de Cine de Cork, Irlanda de 1967, una medalla de oro.